# Comuna de Wąsewo
Wąsewo (polaco: Gmina Wąsewo) é uma gminy (comuna) na Polónia, na voivodia de Mazóvia e no condado de Ostrowski (mazowiecki). A sede do condado é a cidade de Wąsewo.
De acordo com os censos de 2004, a comuna tem 4626 habitantes, com uma densidade 38,8 hab/km².

## Área
Estende-se por uma área de 119,2 km², incluindo:
- área agrícola: 71%
- área florestal: 24%

## Demografia
Dados de 30 de Junho 2004:
|                      | Total   | Total | Mulheres | Mulheres | Homens  | Homens |
| -------------------- | ------- | ----- | -------- | -------- | ------- | ------ |
|                      | pessoas | %     | pessoas  | %        | pessoas | %      |
| População            | 4626    | 100   | 2291     | 49,5     | 2335    | 50,5   |
| Densidade (pop./km²) | 38,8    | 100   | 19,2     | 19,2     | 19,6    | 19,6   |

De acordo com dados de 2002, o rendimento médio per capita ascendia a 1244,39 zł.

## Subdivisões
- Bagatele, Bartosy, Brudki Nowe, Brudki Stare, Brzezienko, Choiny, Czesin, Dalekie, Grądy, Grębki, Jarząbka, Króle, Majdan Suski, Modlinek, Mokrylas, Przedświt, Przyborowie, Rososz, Ruda, Rynek, Rząśnik-Majdan, Rząśnik Szlachecki, Rząśnik Włościański, Trynosy, Trynosy-Osiedle, Ulasek, Wąsewo, Wąsewo-Kolonia, Wysocze, Zastawie, Zgorzałowo.

## Comunas vizinhas
- Czerwin, Długosiodło, Goworowo, Ostrów Mazowiecka